# Maladie des urines à odeur de houblon
Cette maladie est responsable d'une odeur très particulière des urines semblable à celle dégagée par les cuves de brassage du houblon, d'où son nom de maladie des urines à odeur de houblon.
Elle serait due à une malabsorption de la méthionine au niveau de l'intestin grêle.
Elle se manifeste par:
- retard mental
- convulsions
- diarrhées

Autre nom : syndrome de Smith et Strang